# Иванов, Аркадий Фёдорович
Аркадий Федорович Иванов (1882—1918) — русский революционный деятель, большевик, борец за власть Советов в Сибири.

## Биография
Родился в мещанской семье, воспитывался в доме тёти по отцу и её мужа, критика и историка литературы А. М. Скабичевского. 
Окончил Царскосельскую гимназию (1902), учился на физико-математическом факультете Петербургского университета, был исключён за революционную деятельность (1904). 
Член РСДРП с 1903 года. Активно участвовал в революции 1905—1907 годов в Санкт-Петербурге, Гомеле, Одессе. В июне 1906 года — редактор большевистской газеты «Северная земля». В 1907 году — член Одесского комитета РСДРП. Был делегатом 5-го съезда РСДРП (1907). Неоднократно подвергался арестам. С 1911 по 1914 год находился в нарымской ссылке, где совместно с В. Куйбышевым и Я. Свердловым продолжал революционную деятельность, преподавал арифметику и русский язык в созданной ссыльными общеобразовательной школе. Здесь познакомился со своей женой, ссыльной финкой — участницей рабочего движения. С 1914 проживал в Томске, занимался канцелярской работой. 
После Февральской революции 1917 года — член Томского комитета общественного порядка и безопасности, возглавил народную милицию, затем — городскую продовольственную управу в Томске. С января 1918 года — комиссар Томского отделения Госбанка. Член Сибирского ЦИК, участник IV Всероссийского съезда Советов в Москве. Член советской делегации по переговорам со штабом поднявшего восстание Чехословацкого корпуса. 
25 июля 1918 года, находясь на нелегальном положении, был арестован в Красноярске белогвардейцами. 24 октября 1918 расстрелян на станции Кольчугино (ныне Ленинск-Кузнецкий). Место захоронения неизвестно.

## Память
- В 1979 году установлен памятник в Томске на перекрёстке проспекта Ленина и улицы Пирогова[3]. Рядом расположена улица, названная в честь Аркадия Иванова.
- Именем Иванова названа улица в Томске[4], см. commons:Category:Ivanova Street in Tomsk.